# Huedin
Huedin  (en hongrois Bánffyhunyad, en allemand Heynod, en yiddish האישור הוצא ב הוניאד, en romani Ohodino) est une ville de Transylvanie, en Roumanie, dans le département de Cluj (județ de Cluj), à 100 km d'Oradea et à 50 km de Cluj-Napoca. En 2002, elle comptait 9 439 habitants. Elle est le centre d'une micro-région de l'Europe centrale, composée de quatorze localités qui n'acceptent pas les techniques OGM. Centre historique et traditionnel de la région ethnographique appelée en hongrois Kalotaszeg.

## Son histoire
Depuis l'Antiquité des Daces libres et, après la conquête de la Dacie par l'Empire romain (106 ap. J.-C.), des légions romaines ainsi que leurs descendants avaient habité la région. Selon les historiens hongrois et les chroniques médiévales, au IXe siècle le clan Ond des tribus magyares s'était établi dans la contrée. En 1241 et en 1242, les Tatars avaient passé plusieurs fois dans cette partie de la Transylvanie qui appartenait au royaume de Hongrie jusqu'en 1526. Selon les légendes locales de la communauté de langue hongroise, les survivants de ces passages violents auraient été des descendants des Tartars ; des données anthropologiques (la fréquence des traits asiatiques dans la micro-région) et des similitudes ethnologiques semblent approuver la possibilité d'une telle descendance exotique. La première attestation documentaire de la localité date de 1332. Huedin et plusieurs villages de Kalotaszeg appartenait aux comtes transylvains d'origine roumaine Bánffy, fait qui explique la dénomination de la localité en hongrois (Bánffy-Hunyad). Devenant à partir du XVe siècle un important centre commercial, elle recevait en 1437 le rang d'oppidum. De 1526 à 1764, Huedin faisait partie de la principauté de Transylvanie, tributaire de l'Empire ottoman. Entre 1764 et 1867, la localité appartenait à la grande-principauté de Transylvanie s'intégrant à l'empire d'Autriche. Au printemps 1919, insistant sur l'interactivité socio-culturelle historique et sur le multiculturalisme des communautés ethniques transylvaines, l'architecte écrivain hongrois d'origine souabe Károly Kós et les intellectuels de Kalotaszeg, avec le soutien de 40 000 personnes, ont proclamé à Huedin la République de Kalotaszeg,, mais, dans un délai de deux jours, les troupes de l'armée roumaine et française ont occupé la localité et la micro-région. À la suite du traité de Trianon, Huedin et sa région devenait partie de la Grande Roumanie (1920-1940). Après les arbitrages de Vienne, et notamment, à la suite du deuxième arbitrage de Vienne, les parties situées au nord-ouest et à l'est de la Transylvanie appartenaient à la Hongrie entre 1940 et 1947. Cette période avait eu des conséquences fortement néfastes pour les habitants de la localité : entre 1944 et 1945, les Juifs ont été déportés et exterminés dans les camps de la mort ; en septembre 1940, le décan orthodoxe martyr, Aurel Munteanu, ainsi que deux autres personnes faisant partie de la communauté de langue roumaine, ont été assassinés par un groupe d'extrémistes hongrois. Les coupables ont été condamnés à la peine capitale et exécutés en 1947. Conformément au traité de Paris, Huedin et Kalotaszeg redevenaient partie intégrante de la Roumanie le 10 février 1947. La localité a reçu le rang de ville en 1961. Les années du communisme avaient apporté un essor considérable dans l'histoire du développement de la localité : plusieurs usines prospères (des produits laitiers, des pièces mécaniques, de meubles, etc.) se sont instaurées dans la localité. La mairie a institué un programme de construction des HLM, parachevé dans les années 1980.
En sept décennies, la composition ethnique de la localité avait changé d'une manière compréhensible en faveur des Roumains installés à Huedin depuis les localités montagneuses environnantes, mais la communauté de langue hongroise, formant 32,5 % de la population intégrale et entourée d'une ceinture de localités habitées en majorité absolue par des communautés de langue hongroise, avait sauvegardé un rôle important dans la gestion et l'orientation multiculturelle de la ville. La ville a une puissante communauté francophone composée surtout des habitants appartenant à la communauté de langue roumaine. La cohabitation des communautés de la localité se déroule depuis plus d'un demi-siècle dans une harmonie exemplaire. De nos jours, Huedin est la seule ville du département de Cluj (județ de Cluj) où les inscriptions bilingues (roumaines-hongroises) ont une validité officielle, assignée par l'État.

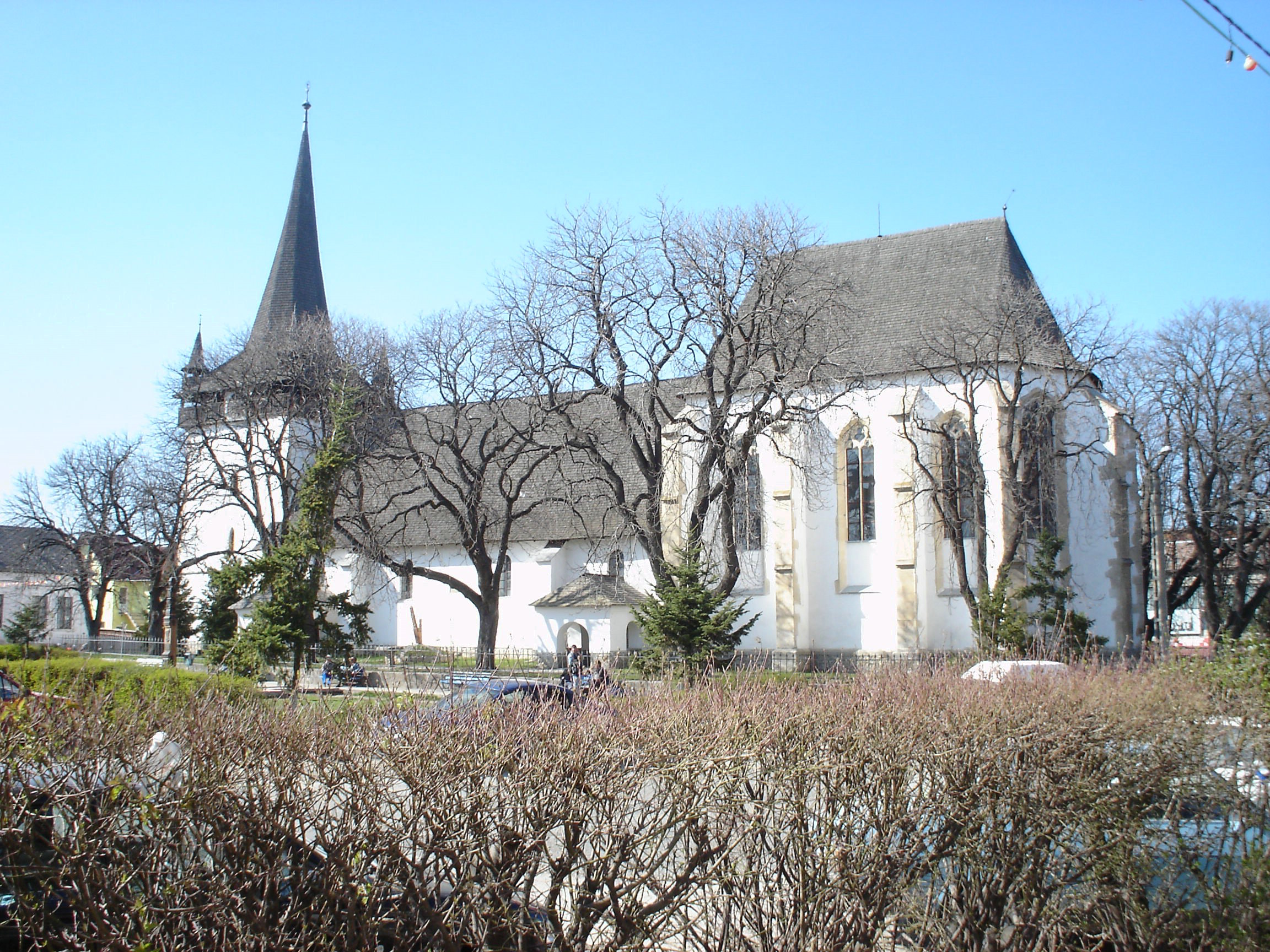
L'église calviniste hongroise de Huedin, construite du

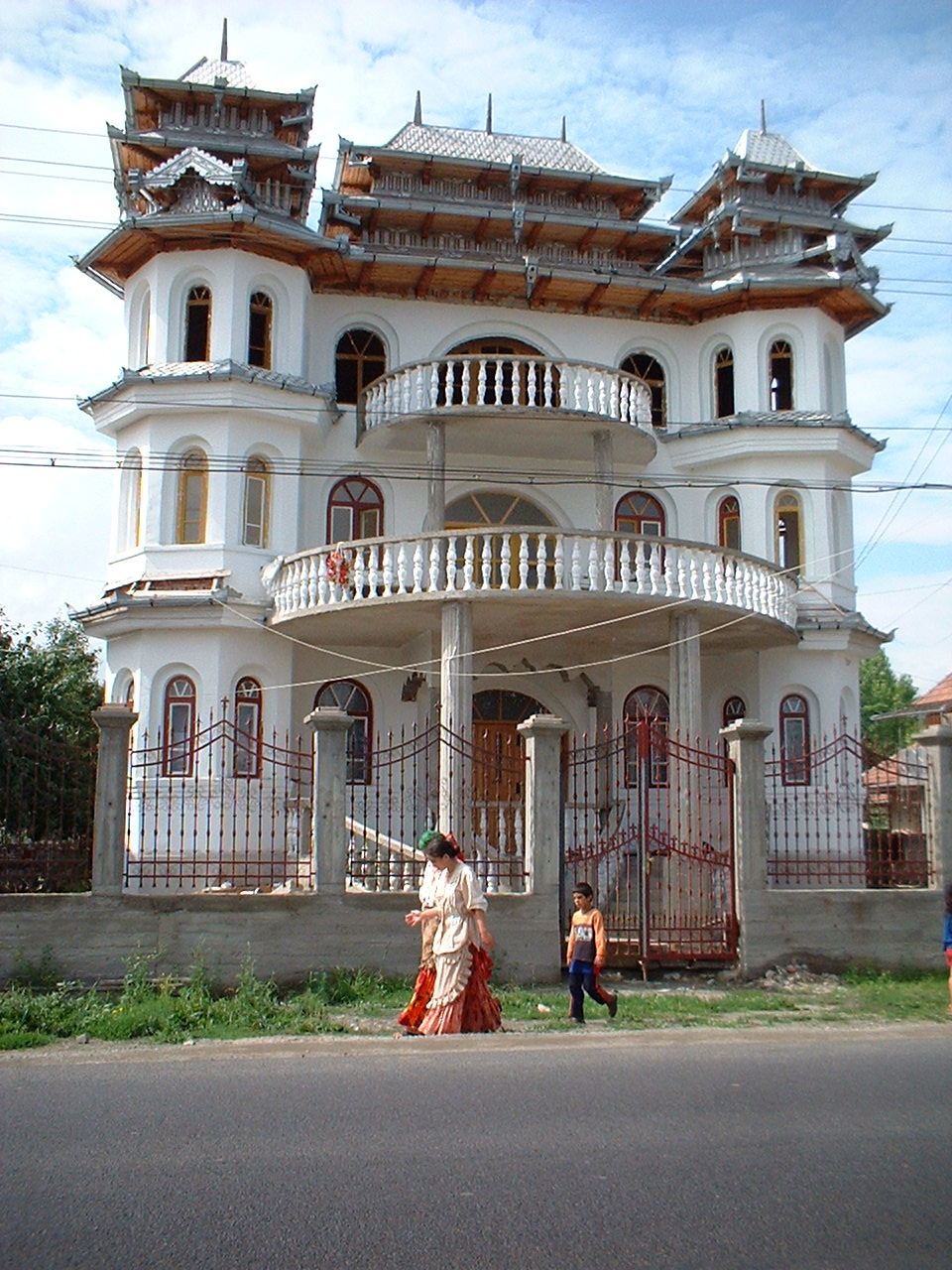
Palais rom de Huedin, 2008.

## Sa population

### Démographie et structure ethnique

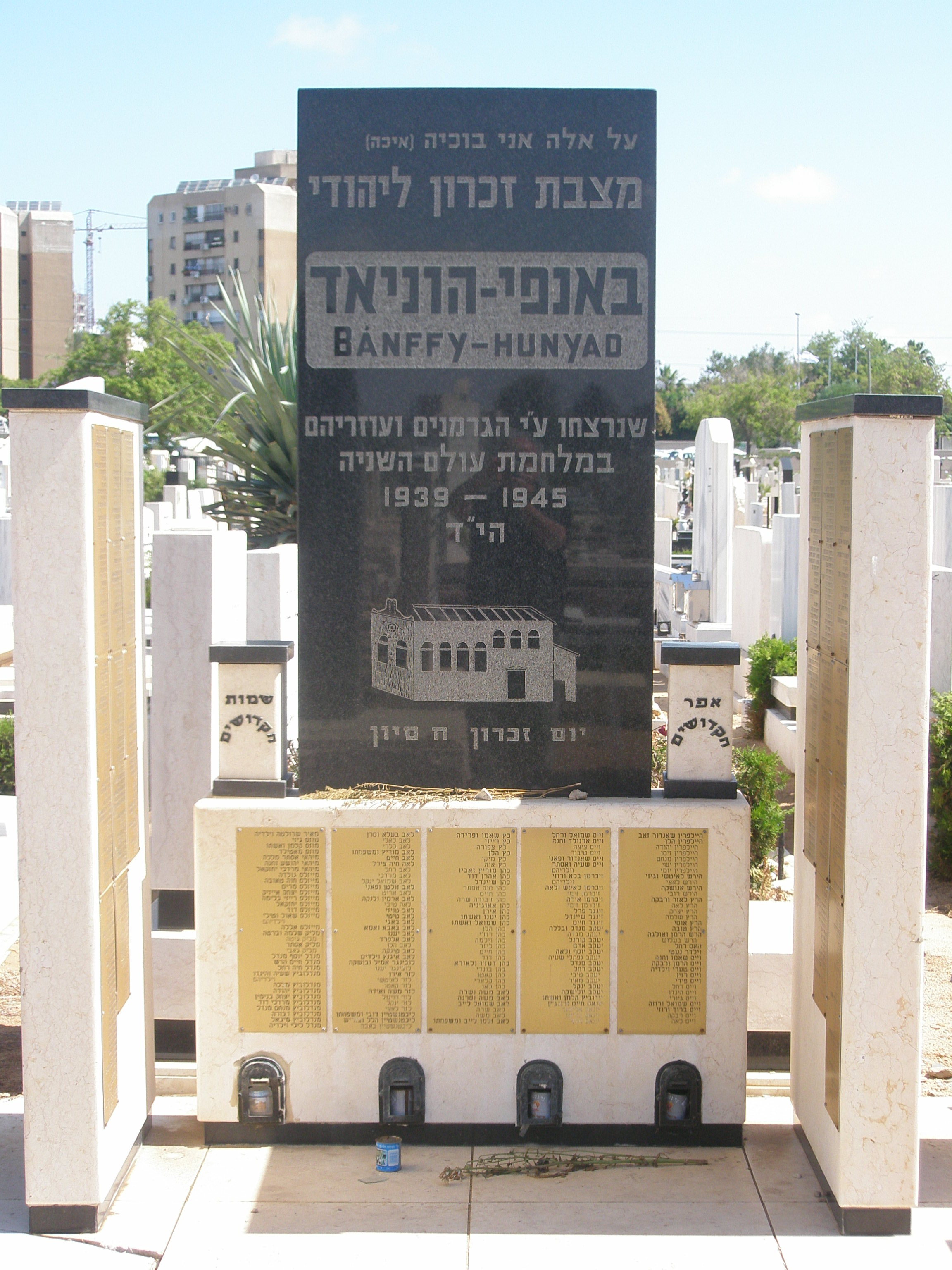
Le monument de l'Holocauste des Martyrs Juifs de Huedin à Holon, Tel Aviv-Jaffa

En 1910, parmi ses 5 194 habitants, 4 699 personnes étaient de langue maternelle hongroise et 541 de langue maternelle roumaine avec 2 984 personnes faisant partie de la communauté réformée calviniste et 1 073 personnes appartenant à la communauté israélite (20 % de la localité).
En 1930, Huedin comptait 5 401 habitants dont 2 883 Magyars (53,3 %), 1 137 Roumains (21,0 %), 1 018 Juifs (18,8 %) et 328 Roms (6,0 %).
En 2002, la ville et le village Bicalatu avaient 9 439 habitants dont 5 518 faisait partie de la communauté de langue roumaine, 3 067 personnes appartenant à la communauté de langue hongroise (32,5 %), 847 personnes faisant partie de la communauté de langue romani (9 %) et trois personnes appartenant à celle de langue allemande.

### Structure confessionnelle
En 2002, à Huedin vivaient 5 756 orthodoxes, 2 904 calvinistes, 168 catholiques romains, 122 grec-catholiques et 489 personnes appartenant aux autres confessions.

## Des objectifs touristiques dans la région de Huedin
- Le village de vacances Ic Ponor-Padiș. (ro + en + hu)
- Beliș ro:Beliş (ro)
- Răchițele. La chute d'eau Vălul Miresii (Le Voile de la Mariée). (ro)
- Le lac Drăgan (ro + en + hu)
- Mărișel ro:Mărişel (ro)

## Jumelages
- Enying (Hongrie)
- Manthelan (France)
- Leżajsk (Pologne)
- Poggio Mirteto (Italie) (en collaboration)